# 마션 맨헌터

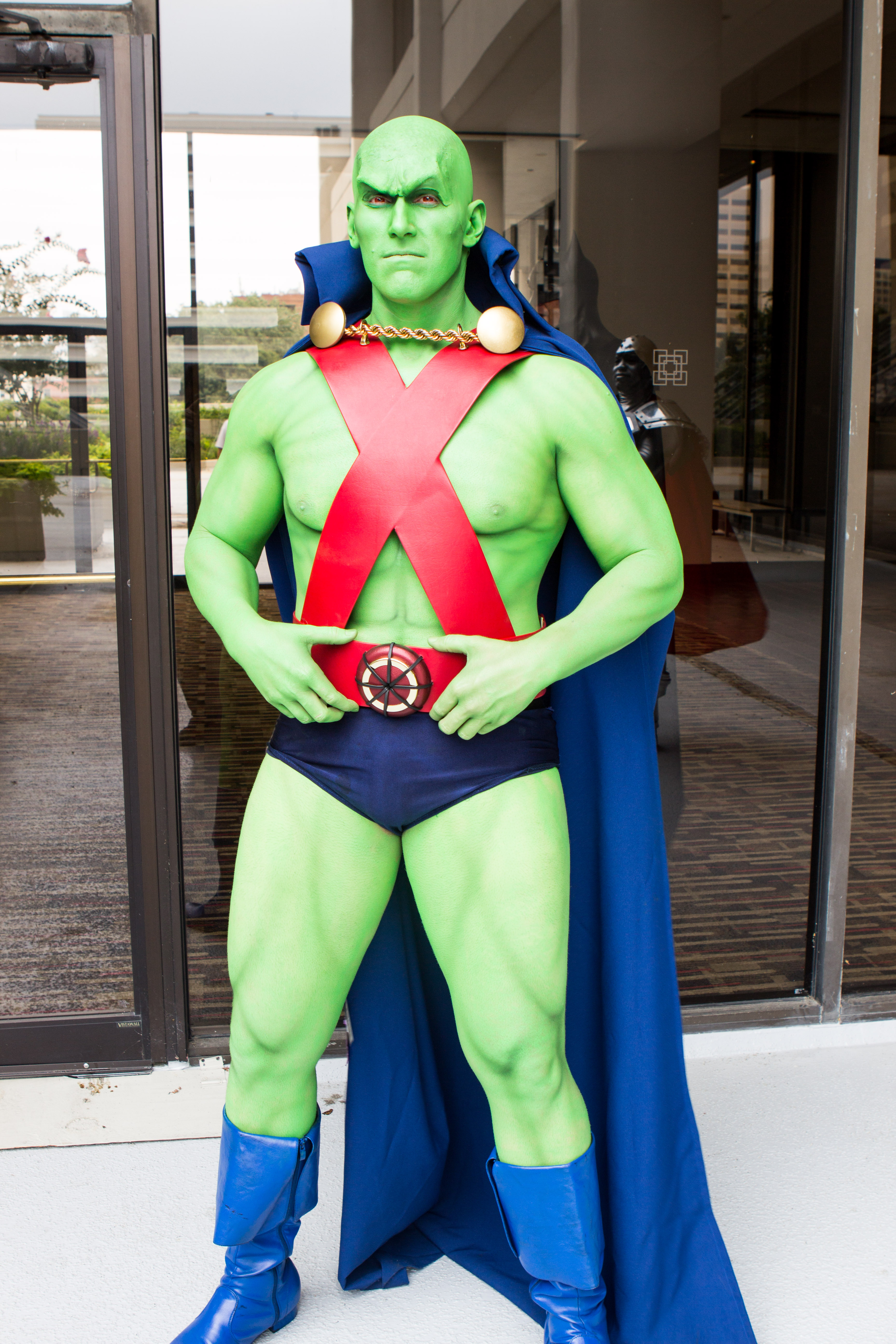

마션 맨헌터(영어: Martian Manhunter)는 DC 코믹스의 슈퍼히어로 캐릭터이다. 화성에서 지구에 온 외계인으로, 화성인 이름은 즈온 즈온즈(J'onn J'onzz), 지구인 이름은 존 존스(John Jones)이다. 1955년 11월 《디텍티브 코믹스》 225호 "화성에서 온 맨헌터" 편에 처음 등장했고, 조지프 서맥슨과 조 서타가 공동 창작하였다.

## 담당 배우

### TV 드라마
- 저스티스 리그(1997) - 데이비드 오그든 스티어스
- 스몰빌(2001) - 필 모리스
- 슈퍼걸(2016) - 데이비드 헤어우드
  - 플래시(2014) - 데이비드 헤어우드

### 영화
- 배트맨(1966) - 프랭크 고신

## 담당 성우

### TV 애니메이션
- 저스티스 리그(2001) - 칼 럼블리
- 더 배트맨(2004) - 도리언 헤어우드
- 영 저스티스(2011) - 케빈 마이클 리처드슨
- 배트맨 더 브레이브(2008) - 니컬러스 게스트
- 저스티스 리그 액션(2016) - 크리스핀 프리먼

### 장편 애니메이션
- 저스티스 리그: 더 뉴 프런티어(2008) - 미겔 페러
- 저스티스 리그: 두 지구의 위기(2010) - 조너선 애덤스
- 저스티스 리그: 둠(2012) - 칼 럼블리
- 레고 배트맨 더 무비(2013) - 캠 클라크
- 레고 DC 코믹스 슈퍼 히어로즈: 저스티스 리그 - 리전 오브 둠의 습격(2015) - 디 브래들리 베이커

### 비디오 게임
- 저스티스 리그 히어로즈(2006) - 대니얼 라이어던
- DC 유니버스 온라인(2011) - 드와이트 슐츠
- 레고 배트맨 2: DC 슈퍼히어로즈(2012) - 캠 클라크
  - 레고 배트맨 3: 비욘드 고담(2014) - 이케 아마디
- 인저스티스: 갓즈 어몽 어스(2014) - 칼 럼블리

## 같이 보기
- 미스 마션